# Cryphonectria parasitica
Cryphonectria parasitica är en svampart som först beskrevs av William Alphonso Murrill, och fick sitt nu gällande namn av M.E. Barr 1978. Cryphonectria parasitica ingår i släktet Cryphonectria och familjen Cryphonectriaceae.   Inga underarter finns listade i Catalogue of Life.

## Källor

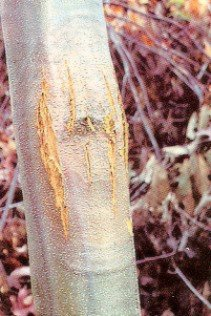
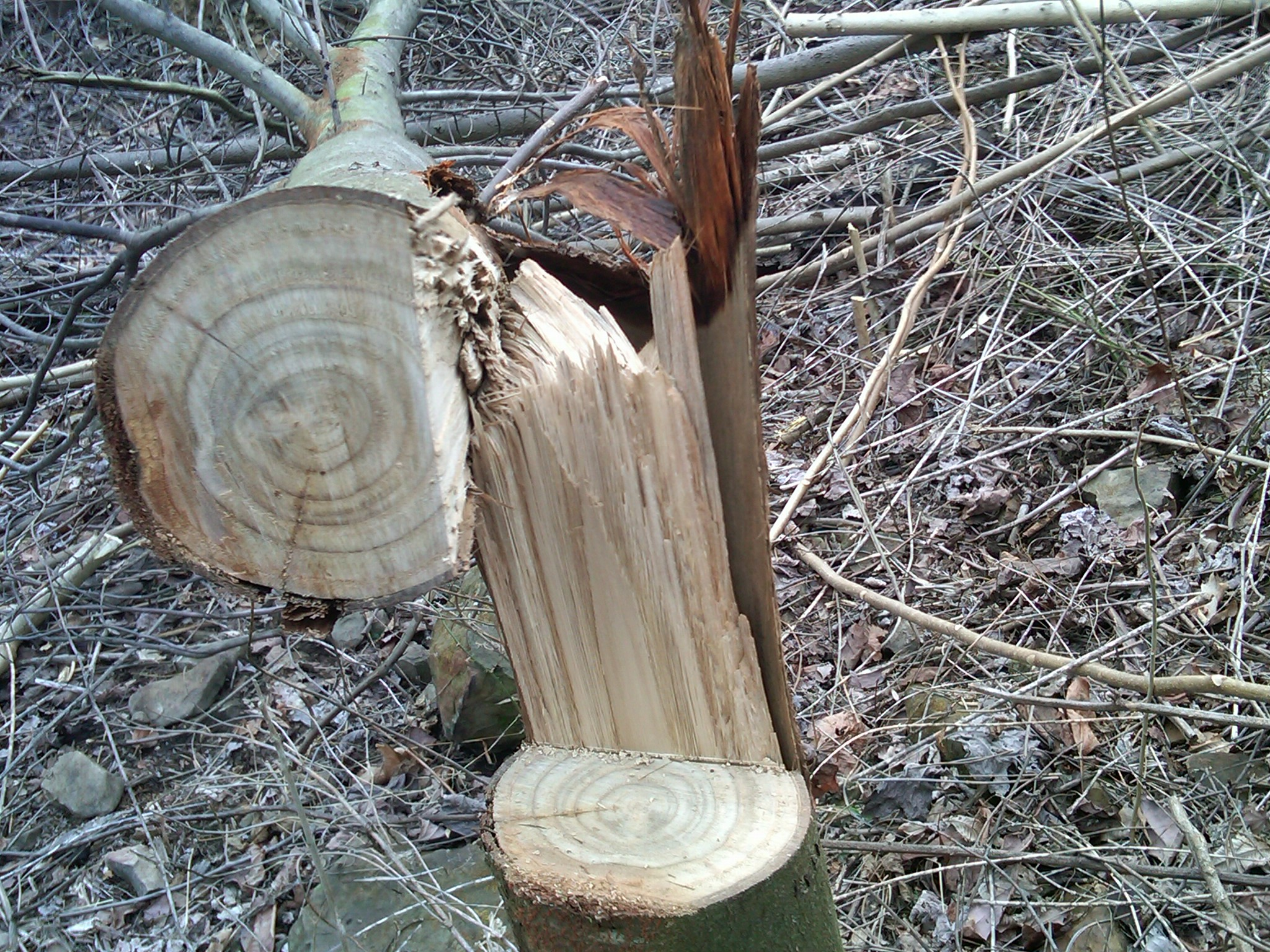
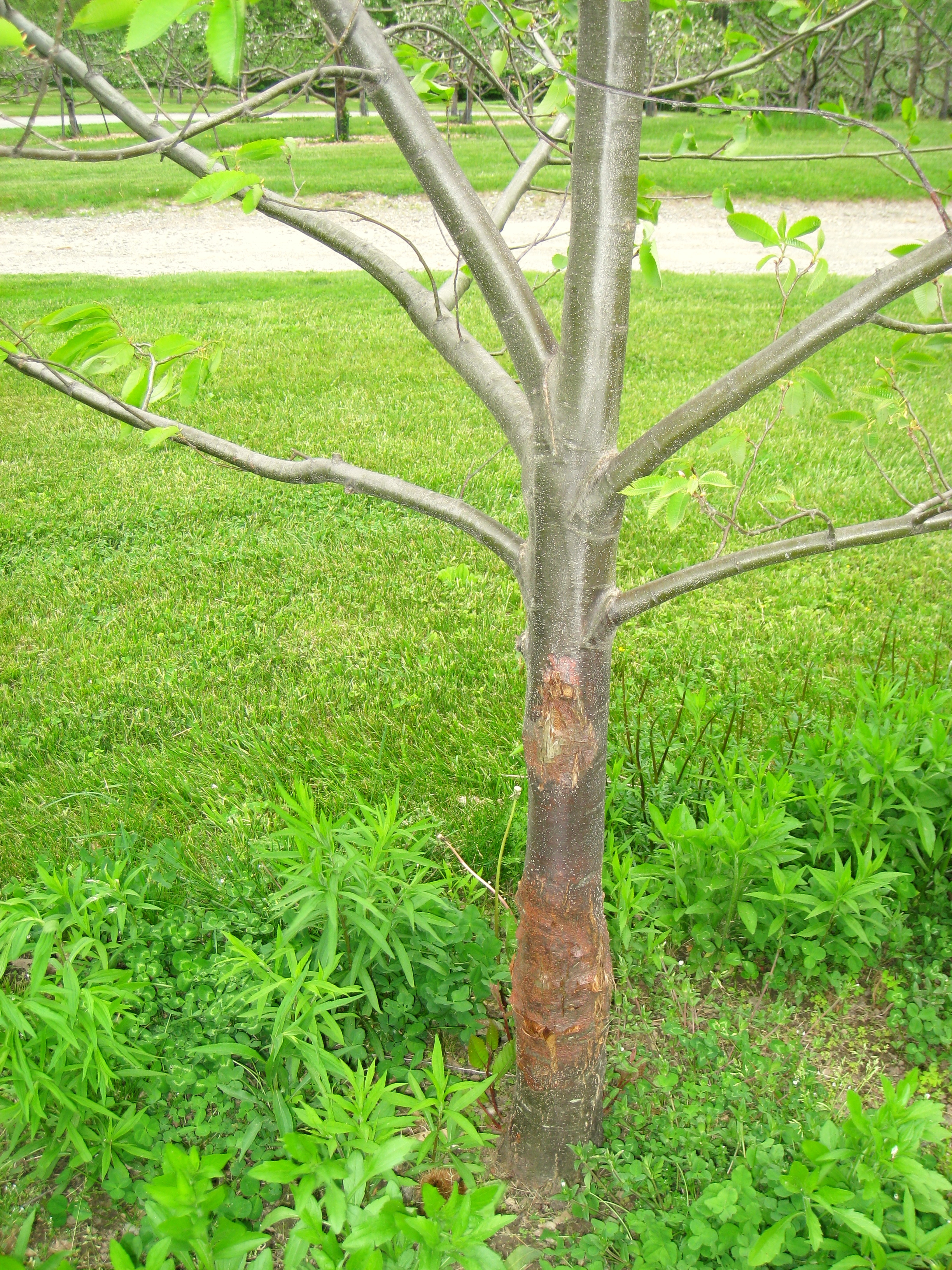